# Fábrica de harinas San José
La fábrica de harinas San José es un edificio de la ciudad española de Toledo, claro exponente de la arquitectura industrial de finales del siglo XIX. En la actualidad está ocupado por un hotel.

## Descripción
El edificio presenta una planta rectangular con dos alturas y un hastial. En la planta baja se sitúa la portada, que está formada por un arco rebajado con cornisa triangular, decorada con mensulillas. En ambos lados de la misma se abren dos ventanas con arco de medio punto y decoración en el extradós, a modo de resaltes de las dovelas. Las cuatro ventanas presentan rejería de forja, delicadamente trabajada. 

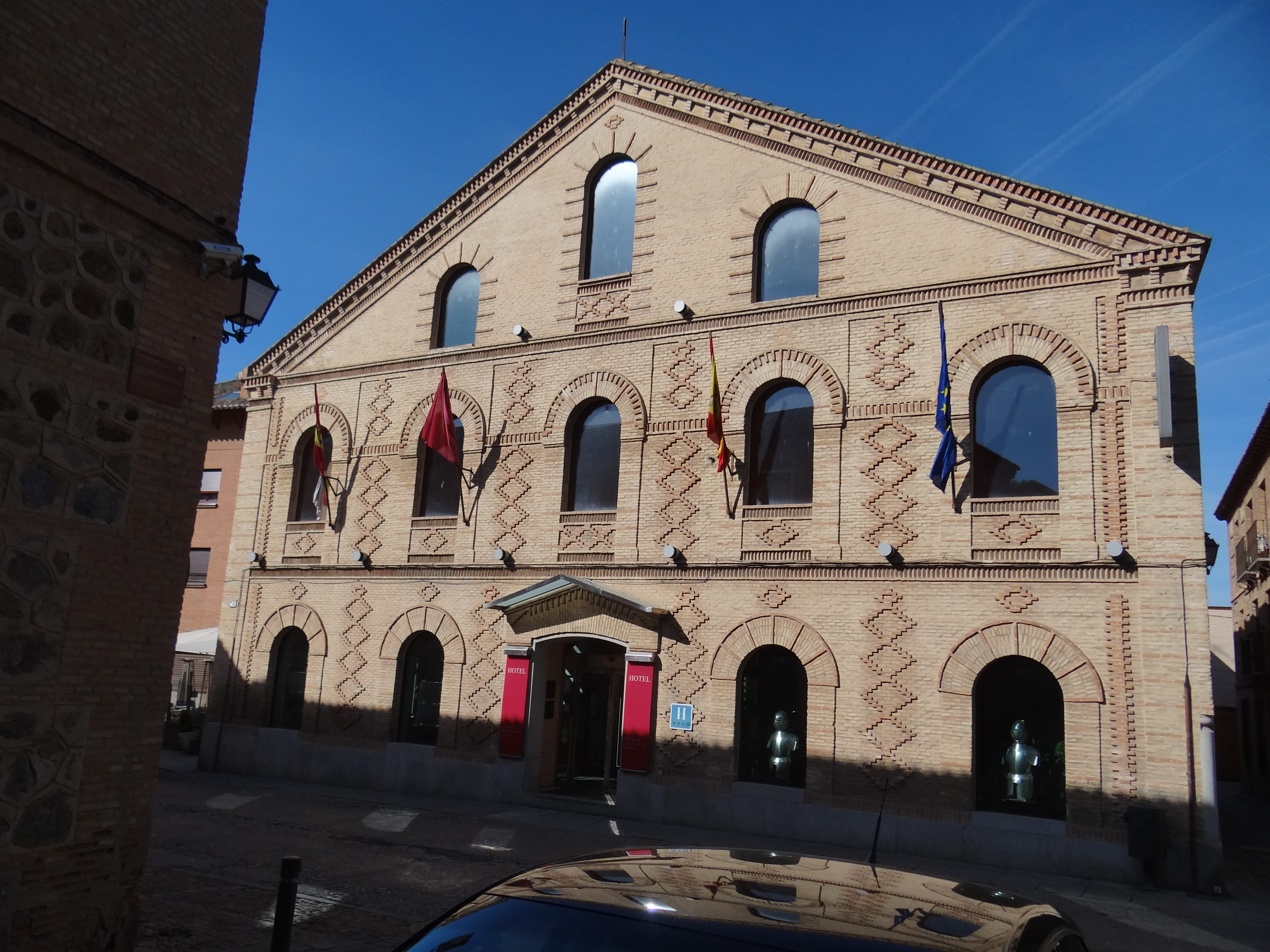
Fachada del inmueble

La planta principal está recorrida por cinco huecos, de iguales dimensiones, construidos por arcos de medio punto con decoración de ladrillo en el extradós y parapeto. El hastial contiene tres ventanas de arco de medio punto con extradós, también decorado, y parapeto en la ventana central. Los entrepaños de las plantas baja y principal presentan decoración de rombos realizados con ladrillo. Toda la fachada se encuentra enmarcada por dos pilastras con capitel realizado en ladrillo. Las líneas de impostas están también resaltadas con ladrillo. 
La fachada lateral, que da a la calle Miradero del Barrionuevo, presenta dos alturas, con ocho ventanas de medio punto por planta. El extradós de estos arcos está resaltado con ladrillos de distinta coloración. Tanto la línea de impostas como la cornisa presentan las mismas características de la fachada principal. 
La otra fachada lateral repite, en los tres primeros vanos de sus dos plantas, la decoración de la anterior (fachada primera), manteniéndose el resto con tonos similares a los de la misma. La parte trasera repite la disposición de huecos, aunque funcionando todos ellos como ventanas, excepto el del extremo izquierdo de la planta baja, que se mantiene tapado. Adosada a esta parte trasera se encuentra un cuerpo rectangular, de dos alturas. 
La cubierta es de dos aguas con teja árabe, y el cuerpo adosado de la parte trasera presenta tres vertientes y teja árabe. El interior está formado por una única nave. Sujeta la cubierta una armadura metálica realizada al levantarse el edificio, en 1889. Desde mayo del 2003, el edificio lo ocupa el Hotel San Juan de los Reyes.